# Sportgemeinschaft 09 Wattenscheid 1975-1976
Questa voce raccoglie le informazioni riguardanti la Sportgemeinschaft 09 Wattenscheid nelle competizioni ufficiali della stagione 1975-1976.

## Stagione
Nella stagione 1975-1976 il Wattenscheid, allenato da Karlheinz Feldkamp e Helmut Witte, concluse il campionato di 2. Bundesliga al 8º posto. In Coppa di Germania il Wattenscheid fu eliminato al terzo turno dal Bayern Hof.

## Rosa
| N. |                      | Ruolo | Calciatore          |
| -- | -------------------- | ----- | ------------------- |
|    | Germania (bandiera)  | P     | Manfred Behrendt    |
|    | Germania (bandiera)  | P     | Rolf Brandt         |
|    | Germania (bandiera)  | P     | Klaus Kozicki       |
|    | Germania (bandiera)  | D     | Peter Diekämper     |
|    | Germania (bandiera)  | D     | Karl-Georg Eickhoff |
|    | Germania (bandiera)  | D     | Uwe Erkenbrecher    |
|    | Germania (bandiera)  | D     | Bernd Gräwe         |
|    | Germania (bandiera)  | D     | Reinhold Klee       |
|    | Germania (bandiera)  | D     | Rudi Klimke         |
|    | Germania (bandiera)  | D     | Werner Kontny       |
|    | Germania (bandiera)  | D     | Helmut Zyla         |
|    | Argentina (bandiera) | C     | Carlos Babington    |
|    | Germania (bandiera)  | C     | Thomas Frigger      |
|    | Germania (bandiera)  | C     | Norbert Grede       |

| N. |                     | Ruolo | Calciatore        |
| -- | ------------------- | ----- | ----------------- |
|    | Germania (bandiera) | C     | Heinrich Hippler  |
|    | Germania (bandiera) | C     | Jürgen Hünerlage  |
|    | Germania (bandiera) | C     | Heinz Jebram      |
|    | Germania (bandiera) | C     | Lothar Kobluhn    |
|    | Germania (bandiera) | C     | Dieter Richard    |
|    | Germania (bandiera) | A     | Gerhard Drews     |
|    | Germania (bandiera) | A     | Ewald Hammes      |
|    | Germania (bandiera) | A     | Helmut Horsch     |
|    | Germania (bandiera) | A     | Jürgen Jendrossek |
|    | Germania (bandiera) | A     | Walter Krause     |
|    | Germania (bandiera) | A     | Detlef Rosellen   |
|    | Germania (bandiera) | A     | Wolfgang Schmitt  |
|    | Germania (bandiera) | A     | Peter Wloka       |

## Organigramma societario
Area tecnica
- Allenatore: Helmut Witte
- Allenatore in seconda:
- Preparatore dei portieri:
- Preparatori atletici:

## Calciomercato

### Sessione estiva
| Acquisti | Acquisti         | Acquisti           | Acquisti |
| R.       | Nome             | da                 | Modalità |
| -------- | ---------------- | ------------------ | -------- |
| D        | Uwe Erkenbrecher | Werder Brema       |          |
| C        | Thomas Frigger   | Wattenscheid 09 II |          |

| Cessioni | Cessioni  | Cessioni           | Cessioni |
| R.       | Nome      | a                  | Modalità |
| -------- | --------- | ------------------ | -------- |
| C        | Udo Lasch | Schwarz-Weiß Essen |          |

### Sessione invernale
| Acquisti | Acquisti      | Acquisti           | Acquisti |
| R.       | Nome          | da                 | Modalità |
| -------- | ------------- | ------------------ | -------- |
| A        | Gerhard Drews | Wattenscheid 09 II |          |
| A        | Walter Krause | Duisburg           |          |

| Cessioni | Cessioni    | Cessioni              | Cessioni |
| R.       | Nome        | a                     | Modalità |
| -------- | ----------- | --------------------- | -------- |
| P        | Jupp Koitka | Eintracht Francoforte |          |

## Risultati

### 2. Bundesliga

#### Girone di andata
| Arbitro: | Glasneck |

|                                     |           |  |
| Wloka 15’ Hammes 36’ Jendrossek 75’ | Marcatori |  |

| Arbitro: | Eschweiler |

|             |           |                     |
| Ochmann 13’ | Marcatori | 20’, 30’ Jendrossek |

| Arbitro: | Hennig |

|             |           |           |
| Kobluhn 84’ | Marcatori | 68’ Graul |

| Arbitro: | Barnick |

|                      |           |  |
| Genschick 48’ (rig.) | Marcatori |  |

| Bochum 31 agosto 1975, ore 15:00 CET 5ª giornata | Wattenscheid 09 | 0 – 0 referto | Wacker 04 Berlino | Lohrheidestadion (4 000 spett.)\| Arbitro: \| Boe \| |
| Arbitro:                                         | Boe             |               |                   |                                                      |

| Arbitro: | Heitmann |

|                               |           |                      |
| Berkemeier 5’ Stolzenburg 25’ | Marcatori | 88’ (rig.) Babington |

| Arbitro: | Eschweiler |

|                         |           |                             |
| Grede 13’ Babington 51’ | Marcatori | 8’ Budde 71’ (rig.) Pröpper |

| Arbitro: | Picker |

|                  |           |                                  |
| Greiffendorf 67’ | Marcatori | 57’ Hammes 77’ (rig.) Jendrossek |

| Arbitro: | Heymann |

|                                         |           |            |
| Jendrossek 1’, 47’ (rig.) Babington 70’ | Marcatori | 87’ Bläser |

| Arbitro: | Kindervater |

|                                       |           |                |
| Kasperski 14’, 49’, 56’ Nerlinger 77’ | Marcatori | 83’ Jendrossek |

| Arbitro: | Zuchantke |

|  |           |                         |
|  | Marcatori | 53’ Grede 82’ Babington |

| Arbitro: | Teichert |

|                                              |           |            |
| Babington 53’, 60’ Jendrossek 66’ Hammes 80’ | Marcatori | 10’ Oswald |

| Arbitro: | Burgers |

|                                           |           |                                                     |
| Ludwig 4’, 41’, 90’ Müller 43’ Otters 64’ | Marcatori | 30’ Horsch 39’ (rig.), 73’ Jendrossek 61’ Babington |

| Arbitro: | Lüling |

|            |           |             |
| Hammes 86’ | Marcatori | 75’ Schramm |

| Arbitro: | Gremmler |

|                     |           |            |
| Schwarze 62’ (rig.) | Marcatori | 53’ Horsch |

| Arbitro: | Porta |

|                                |           |                          |
| Horsch 41’ (rig.) Rosellen 43’ | Marcatori | 25’ Haymann 68’ Goldbach |

| Arbitro: | Waltert |

|                      |           |                |
| Moors 27’ Pleyer 86’ | Marcatori | 48’ Jendrossek |

| Arbitro: | Brückner |

|                          |           |  |
| Gräwe 20’ Jendrossek 55’ | Marcatori |  |

| Arbitro: | Holste |

|                           |           |           |
| Ziegler 34’ Rieländer 75’ | Marcatori | 54’ Grede |

#### Girone di ritorno
| Arbitro: | Meijerink |

|                                |           |            |
| Zimmer 55’ Bals 86’ Laufer 88’ | Marcatori | 89’ Krause |

| Arbitro: | Wahmann |

|                |           |  |
| Horsch 4’, 40’ | Marcatori |  |

| Arbitro: | Bartnick |

|                            |           |                 |
| Peitsch 9’ (rig.) Pohl 48’ | Marcatori | 78’, 84’ Krause |

| Arbitro: | Ahlenfelder |

|                                     |           |               |
| Kobluhn 17’ Eickhoff 36’ Krause 59’ | Marcatori | 5’ Hegekötter |

| Arbitro: | Kopka |

|  |           |                                     |
|  | Marcatori | 40’ Klimke 83’ Krause 85’ Babington |

| Arbitro: | Jensen |

|           |           |                               |
| Grede 62’ | Marcatori | 8’ Stolzenburg 47’ Bittlmayer |

| Arbitro: | Porta |

|                      |           |  |
| Baake 58’ Redder 64’ | Marcatori |  |

| Arbitro: | Bartnick |

|           |           |  |
| Grede 88’ | Marcatori |  |

| Arbitro: | Ahlenfelder |

|                                    |           |  |
| Baumanns 15’ Hermann 67’ Klohs 88’ | Marcatori |  |

| Arbitro: | Roth |

|                          |           |                  |
| Hammes 51’ Babington 64’ | Marcatori | 31’ (rig.) Huber |

| Arbitro: | Brückner |

|            |           |             |
| Hammes 33’ | Marcatori | 6’ Dybowski |

| Arbitro: | Bartnick |

|             |           |                          |
| Rudloff 57’ | Marcatori | 31’ Krause 44’ Babington |

| Arbitro: | Boe |

|                                         |           |                                         |
| Hammes 33’, 60’ Babington 35’ Wloka 71’ | Marcatori | 75’ (rig.) Otters 77’ Müller 80’ Linßen |

| Arbitro: | Schütte |

|                             |           |                           |
| Schramm 38’ Koschmieder 80’ | Marcatori | 1’ Klimke 12’, 88’ Hammes |

| Arbitro: | Rieb |

|                               |           |  |
| Babington 19’, 58’ Krause 52’ | Marcatori |  |

| Arbitro: | Kohnen |

|                         |           |                          |
| Kuballa 14’ Schmitz 79’ | Marcatori | 16’ Hammes 81’ Babington |

| Arbitro: | Holste |

|           |           |                       |
| Krause 3’ | Marcatori | 45’ Jank 67’ Möhlmann |

| Arbitro: | Barnick |

|                                    |           |                                           |
| Demuth 47’ Marsollek 74’ Kampf 84’ | Marcatori | 5’ Klimke 17’, 51’, 82’ Krause 48’ Hammes |

| Arbitro: | Halfter |

|                               |           |                                                  |
| Krause 37’ (rig.), 82’ (rig.) | Marcatori | 41’ (aut.) Klee 61’ Surbach 79’ (rig.) Kentschke |

### Coppa di Germania
| Arbitro: | Richter |

|                                                 |           |  |
| Hammes 1’, 13’ Hippler 11’ Babington 16’ (rig.) | Marcatori |  |

| Arbitro: | Ahlenfelder |

|                                                      |           |  |
| Jendrossek 11’ (rig.) Babington 23’, 39’, 58’ (rig.) | Marcatori |  |

| Arbitro: | Linn |

|                          |           |                                             |
| Jendrossek 7’ Krause 87’ | Marcatori | 10’ Lippert 29’ (rig.) Dürrschmidt 31’ Zapf |

## Statistiche

### Statistiche di squadra
| Competizione      | Punti | In casa | In casa | In casa | In casa | In casa | In casa | In trasferta | In trasferta | In trasferta | In trasferta | In trasferta | In trasferta | Totale | Totale | Totale | Totale | Totale | Totale | DR  |
| Competizione      | Punti | G       | V       | N       | P       | Gf      | Gs      | G            | V            | N            | P            | Gf           | Gs           | G      | V      | N      | P      | Gf     | Gs     | DR  |
| ----------------- | ----- | ------- | ------- | ------- | ------- | ------- | ------- | ------------ | ------------ | ------------ | ------------ | ------------ | ------------ | ------ | ------ | ------ | ------ | ------ | ------ | --- |
| 2. Bundesliga     | 43    | 19      | 10      | 6       | 3       | 38      | 21      | 19           | 7            | 3            | 9            | 33           | 37           | 38     | 17     | 9      | 12     | 71     | 58     | +13 |
| Coppa di Germania | -     | 3       | 2       | 0       | 1       | 10      | 3       | 0            | 0            | 0            | 0            | 0            | 0            | 3      | 2      | 0      | 1      | 10     | 3      | +7  |
| Totale            | 43    | 22      | 12      | 6       | 4       | 48      | 24      | 19           | 7            | 3            | 9            | 33           | 37           | 41     | 19     | 9      | 13     | 81     | 61     | +20 |

### Andamento in campionato
| Giornata  | 1 | 2 | 3 | 4 | 5 | 6 | 7  | 8 | 9 | 10 | 11 | 12 | 13 | 14 | 15 | 16 | 17 | 18 | 19 | 20 | 21 | 22 | 23 | 24 | 25 | 26 | 27 | 28 | 29 | 30 | 31 | 32 | 33 | 34 | 35 | 36 | 37 | 38 |
| --------- | - | - | - | - | - | - | -- | - | - | -- | -- | -- | -- | -- | -- | -- | -- | -- | -- | -- | -- | -- | -- | -- | -- | -- | -- | -- | -- | -- | -- | -- | -- | -- | -- | -- | -- | -- |
| Luogo     | C | T | C | T | C | T | C  | T | C | T  | T  | C  | T  | C  | T  | C  | T  | C  | T  | T  | C  | T  | C  | T  | C  | T  | C  | T  | C  | C  | T  | C  | T  | C  | T  | C  | T  | C  |
| Risultato | V | V | N | P | N | P | N  | V | V | P  | V  | V  | P  | N  | N  | N  | P  | V  | P  | P  | V  | N  | V  | V  | P  | P  | V  | P  | V  | N  | V  | V  | V  | V  | N  | P  | V  | P  |
| Posizione | 3 | 1 | 2 | 6 | 7 | 9 | 11 | 9 | 8 | 10 | 8  | 7  | 8  | 7  | 7  | 8  | 8  | 7  | 9  | 11 | 9  | 8  | 8  | 8  | 9  | 10 | 9  | 10 | 9  | 9  | 9  | 9  | 9  | 8  | 8  | 8  | 8  | 8  |

Legenda:

Luogo: C = Casa; T = Trasferta. Risultato: V = Vittoria; N = Pareggio; P = Sconfitta.

### Statistiche dei giocatori
| Giocatore       | 2. Bundesliga | 2. Bundesliga | 2. Bundesliga | 2. Bundesliga | Coppa di Germania | Coppa di Germania | Coppa di Germania | Coppa di Germania | Totale   | Totale | Totale      | Totale     |
| Giocatore       | Presenze      | Reti          | Ammonizioni   | Espulsioni    | Presenze          | Reti              | Ammonizioni       | Espulsioni        | Presenze | Reti   | Ammonizioni | Espulsioni |
| --------------- | ------------- | ------------- | ------------- | ------------- | ----------------- | ----------------- | ----------------- | ----------------- | -------- | ------ | ----------- | ---------- |
| C. Babington    | 32            | 14            | 6             | 2             | 2                 | 4                 | 0                 | 0                 | 34       | 18     | 6           | 2          |
| M. Behrendt     | 6             | 0             | 0             | 0             | 1                 | 0                 | 0                 | 0                 | 7        | 0      | 0           | 0          |
| R. Brandt       | 1             | 0             | 0             | 0             | 0                 | 0                 | 0                 | 0                 | 1        | 0      | 0           | 0          |
| P. Diekämper    | 3             | 0             | 0             | 0             | 0                 | 0                 | 0                 | 0                 | 3        | 0      | 0           | 0          |
| G. Drews        | 5             | 0             | 0             | 0             | 0                 | 0                 | 0                 | 0                 | 5        | 0      | 0           | 0          |
| K. Eickhoff     | 24            | 1             | 2             | 0             | 0                 | 0                 | 0                 | 0                 | 24       | 1      | 2           | 0          |
| U. Erkenbrecher | 13            | 0             | 0             | 0             | 1                 | 0                 | 0                 | 0                 | 14       | 0      | 0           | 0          |
| T. Frigger      | 11            | 0             | 2             | 0             | 0                 | 0                 | 0                 | 0                 | 11       | 0      | 2           | 0          |
| N. Grede        | 21            | 5             | 4             | 0             | 1                 | 0                 | 0                 | 0                 | 22       | 5      | 4           | 0          |
| B. Gräwe        | 29            | 1             | 1             | 0             | 2                 | 0                 | 0                 | 0                 | 31       | 1      | 1           | 0          |
| E. Hammes       | 37            | 12            | 5             | 0             | 3                 | 2                 | 0                 | 0                 | 40       | 14     | 5           | 0          |
| H. Hippler      | 5             | 0             | 1             | 0             | 2                 | 1                 | 0                 | 0                 | 7        | 1      | 1           | 0          |
| H. Horsch       | 28            | 5             | 1             | 1             | 3                 | 0                 | 0                 | 0                 | 31       | 5      | 1           | 1          |
| J. Hünerlage    | 1             | 0             | 0             | 0             | 0                 | 0                 | 0                 | 0                 | 1        | 0      | 0           | 0          |
| H. Jebram       | 4             | 0             | 0             | 0             | 0                 | 0                 | 0                 | 0                 | 4        | 0      | 0           | 0          |
| J. Jendrossek   | 18            | 12            | 3             | 0             | 3                 | 2                 | 0                 | 0                 | 21       | 14     | 3           | 0          |
| R. Klee         | 31            | 0             | 3             | 0             | 3                 | 0                 | 0                 | 0                 | 34       | 0      | 3           | 0          |
| R. Klimke       | 38            | 3             | 1             | 0             | 3                 | 0                 | 0                 | 0                 | 41       | 3      | 1           | 0          |
| L. Kobluhn      | 23            | 2             | 4             | 0             | 2                 | 0                 | 0                 | 0                 | 25       | 2      | 4           | 0          |
| J. Koitka       | 27            | 0             | 0             | 0             | 2                 | 0                 | 0                 | 0                 | 29       | 0      | 0           | 0          |
| W. Kontny       | 5             | 0             | 1             | 0             | 0                 | 0                 | 0                 | 0                 | 5        | 0      | 1           | 0          |
| K. Kozicki      | 4             | 0             | 0             | 0             | 0                 | 0                 | 0                 | 0                 | 4        | 0      | 0           | 0          |
| W. Krause       | 20            | 13            | 3             | 0             | 1                 | 1                 | 0                 | 0                 | 21       | 14     | 3           | 0          |
| D. Richard      | 4             | 0             | 1             | 0             | 1                 | 0                 | 0                 | 0                 | 5        | 0      | 1           | 0          |
| D. Rosellen     | 32            | 1             | 1             | 0             | 2                 | 0                 | 0                 | 0                 | 34       | 1      | 1           | 0          |
| W. Schmitt      | 1             | 0             | 0             | 0             | 0                 | 0                 | 0                 | 0                 | 1        | 0      | 0           | 0          |
| P. Wloka        | 30            | 2             | 0             | 0             | 2                 | 0                 | 1                 | 0                 | 32       | 2      | 1           | 0          |
| H. Zyla         | 18            | 0             | 2             | 0             | 1                 | 0                 | 0                 | 0                 | 19       | 0      | 2           | 0          |